# Risaku Suzuki
Risaku Suzuki (鈴木理策, Suzuki Risaku), né en 1963 à Shingū dans la préfecture de Wakayama, est un photographe japonais.

## Biographie
Risaku Suzuki est né en 1963 à Shingū (préfecture de Wakayama). Il a obtenu une licence de l'école de photographie de Tokyo en 1987. Depuis 2006, il est maître de conférences à l'université des arts de Tokyo.

## Thèmes
Suzuki est connu pour ses photographies de sa région natale, Kumano, et des pratiques religieuses qui s'y déroulent. Il est aussi fameux pour ses photos de neige.

## Expositions
- 2019/20 Land_Scope, Christophe Guye Galerie, Zurich, Suisse
- 2018: Water Mirror, Christophe Guye Galerie, Zurich, Suisse
- 2016: Mirror Portrait, Taka Ishii Gallery, Tokyo, Japon
- 2016: Beyond the Realm of Time, &co119, Paris, France
- 2016: Between the Sea and the Mountain, Taka Ishii Gallery Photography Paris, Paris, France
- 2016: Stream of Consciousness, Christophe Guye Galerie, Zurich, Suisse
- 2016: Water Mirror, Kumanokodo Nakahechi Museum of Art, Wakayama, Japon
- 2016: Stream of consciousness, Tanabe City Museum of Art, Wakayama, Japon
- 2016: Sakura, Kumano Shimbun Gallery, Shingu, Wakayama, Japon

- 2015: Water Mirror, Gallery Koyanagi, Tokyo, Japon
- 2015: Stream of consciousness, Tokyo Opera City Art Gallery, Tokyo, Japon
- 2015: Stream of consciousness, Marugame Genichiro-Inokuma Museum of Contemporary Art, Japon
- 2014: One day, in the wood, Odate, Kitaakita Arts Festival 2014, Akita, Japon
- 2013: Peninsula – photographs, KU REN BOH Chohouin Buddhist Temple Gallery, Japon
- 2011: Yuki – Sakura, Christophe Guye Galerie, Zurich, Suisse

## Œuvres[2]
- 1998 : Kumano (Korinsha Press)
- 1999 : Piles of Time (Korinsha Press)
- 2000 : Saskia (Little More)
- 2003 : Suzuki Risaku: hysteric Eight (Hysteric Glamour)
- 2003 : Fire February 6 (Nazraeli Press)
- 2004 : Mont Sainte Victoire (Nazraeli Press)
- 2008 : Yuki Sakura (Nazraeli Press)
- 2010 : Punctum Times No.12 "TOHNO" (Punctum)
- 2010 : School Road, Wakayama (Plancton)
- 2012 : Sekka-zu (SUPER DELUXE)
- 2012 : Torii (SUPER LABO)
- 2012 : Snow Letter (Nazraeli Press)
- 2013 : Atelier of Cézanne (Nazraeli Press)

## Prix
- 1999 : Prix Kimura Ihei pour Piles of Time (Korinsha Press)
- 2006 : Prix Higashikawa
- 2006 : The Wakayama Prefecture Culture Award
- 2008 : Prix de la Société de photographie du Japon